# Plectus raabei
Plectus raabei är en rundmaskart som beskrevs av Brzeski 1961. Plectus raabei ingår i släktet Plectus och familjen Plectidae. Inga underarter finns listade i Catalogue of Life.